# Chérencé-le-Roussel
Chérencé-le-Roussel település Franciaországban, Manche megyében. Lakosainak száma 280 fő (2018. január 1.). Chérencé-le-Roussel Perriers-en-Beauficel, Bellefontaine, Brouains, Lingeard, Le Mesnil-Gilbert, Le Mesnil-Tôve, Saint-Barthélemy, Saint-Clément-Rancoudray és Sourdeval községekkel határos.

## Népesség
A település népességének változása:
| Lakosok száma | 521  | 443  | 350  | 350  | 329  | 303  | 305  | 305  | 308  | 280  |
|               | 1968 | 1975 | 1982 | 1990 | 1999 | 2011 | 2013 | 2015 | 2017 | 2018 |